# Francisco Javier Lopez Peña
Francisco Javier López Peña àlies Thierry (14 de febrer de 1958 - 30 de març de 2013) va ser membre del grup separatista basc ETA. Va dirigir la seva direcció política. El 20 de maig de 2008, López Peña va ser detingut a Bordeus (França), durant una operació conjunta entre agents de la policia francesa i espanyola.

## Activitat d'ETA
López Peña va fugir de les forces de l'ordre el 1983. El 18 de març de 1991, després de la detenció de Jesús Arcauz Arana ("Josu de Mondragón") a Biarritz, França, el líder militar d'ETA, López Peña va passar a les altes esferes de la direcció d'ETA.
El 2006 es diu que va ser el responsable de suspendre les negociacions amb el govern espanyol en ordenar l'⁣atemptat a l'aeroport de Barajas que va tenir lloc el 30 de desembre d'aquell any. En aquest sentit, López Peña ha estat qualificat de falcó.
La sèrie d'atemptats a principis del 2008 i l'assassinat d'un membre de la Guàrdia Civil es va suposar que succeïren a instàncies de Lopen Peña.

## Crims
El primer embolic de López Peña amb la llei es va produir el 14 de febrer de 1983 quan va ser detingut a Baiona, França. Va ser condemnat per conspiració criminal i enviat a la presó.
El 8 de juliol de 2005, el Tribunal Correccional de París (França) el va condemnar, en absència, a 8 anys de presó per conspiració criminal.
El 5 de febrer de 2007, el Jutjat Central d'Instrucció número 5 de l'Audiència Nacional va ordenar la seva detenció i empresonament per la seva col·laboració amb bandes terroristes o armades.
El 20 de maig de 2008, López Peña va ser detingut en un pis de Bordeus, on es trobava amb altres tres membres d'ETA: Ainhoa Ozaeta Mendiondo, Igor Suberbiola i Jon Salaberria. Segons s'ha informat, no va oposar resistència a la detenció. Quan la policia va fer una batuda al pis de Bouscat, que feia una setmana que estava sota vigilància, va trobar dues pistoles, un llançacoets casolà i diversos detonadors. Sis individus varen ser detinguts, entre ells Angel Arrauzpide-Cruz, considerat per la policia com a cap d'una cèl·lula reservista d'ETA, i un antic alcalde d'una ciutat basca detingut a principis d'any, que es diu que va conduir la policia a López Peña.
El 26 de maig de 2008, López Peña, juntament amb quatre altres detinguts durant la mateixa setmana, va ser presentat davant un jutjat de París. S'esperava que el grup fos sotmès a investigació judicial per "associació criminal amb una organització terrorista".

## Reaccions internacionals
La detenció de López Peña va ser àmpliament aprovada.

### França
Un comunicat del primer ministre francès ha qualificat López Peña d'"un dels líders històrics" d'ETA, i ha afegit que feia 20 anys que era buscat per la policia. El comunicat també deia: "L'èxit d'aquesta operació il·lustra de nou la notable qualitat de la cooperació antiterrorista entre França i Espanya".

### Espanya
El president del govern espanyol, José Luis Rodríguez Zapatero, ha aclamat les detencions com "un pas més important en la victòria de la democràcia contra el terror". Afegint que l'atac havia "donat un dur cop a la direcció del grup terrorista ETA".
El ministre de l'Interior, Alfredo Pérez Rubalcaba, va qualificar les detencions de "el revés més dur" que mai ha tingut ETA. Va continuar dient: "No es tracta d'una operació policial més en el sentit que un dels detinguts, Francisco Javier López Peña, és amb tota probabilitat en aquests moments la persona amb més pes polític i militar en el grup terrorista ETA". Al seu retorn a Madrid, precipitat per la detenció, Rubalcaba va afirmar que creia que aquests líders "estan darrere o fins i tot van ordenar els últims assassinats". Rubalcaba va qualificar les detencions com una gran victòria en la batalla de dècades d'Espanya contra ETA, "Estem més a prop del final, però aquest no és el final". Va afegir "Els quatre van tenir una participació decisiva en els atemptats de Barajas i Castelló", i d'aquí que "és una operació d'una importància enorme". També va ser detingut Luis Ignacio Iruretagoyena, de qui Rubalcaba va dir: "Iruretagoyena és considerat per la policia com el màxim expert en la fabricació de bombes dins d'ETA".
El 27 de maig, Rubalcaba va dir que l'Estat era més fort i ETA estava paralitzada. Va anunciar plans per reclutar més policies per als serveis de seguretat per tractar ETA. Tanmateix, va advertir que tot i que l'Estat era "més fort que mai", la capacitat d'ETA per "perjudicar-nos molt" encara existia. En parlar davant la Comissió d'Interior de les Corts espanyoles, va aclamar la detenció de López Peña com un cop crític per a ETA.
El 30 de maig, ETA va emetre un comunicat on s'exclamava malgrat la detenció "la lluita per una pàtria basca independent continuarà". El comunicat, enviat al diari basc Gara, diria "Si no hi ha una atenció adequada a l'arrel del problema, el conflicte persistirà". A continuació, digué que "ells (el govern francès i el govern espanyol) ens obligaran a seguir lluitant".

## La mort
Després de patir un infart el 30 de març, López Peña va ser hospitalitzat a París. La seva mort es va produir el mateix mes que la mort d'altres presos bascos. La seva família es va denunciar que només havien sabut de la seva mort quan van anar a visitar-lo.